# Synchronisation

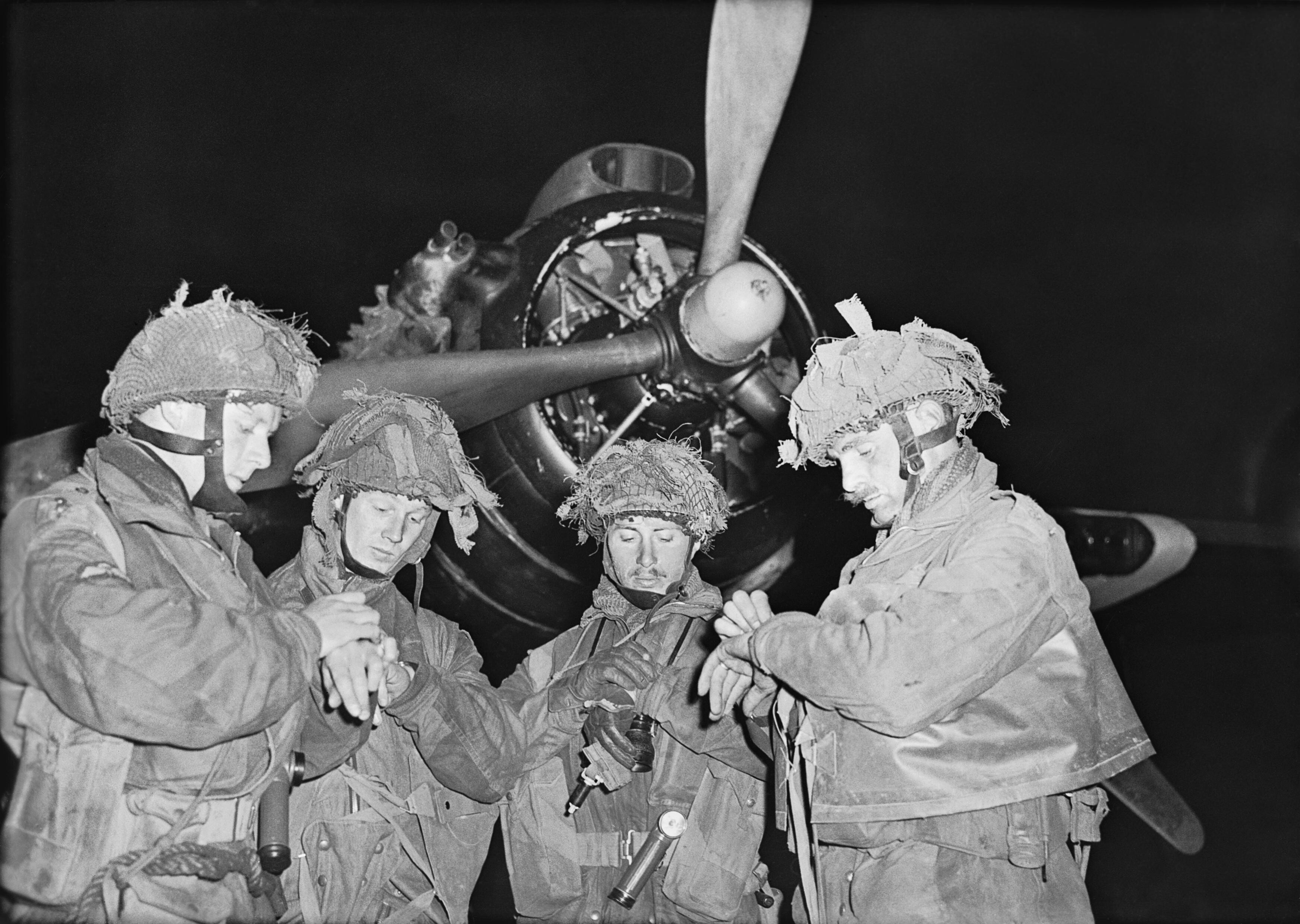
Des parachutistes synchronisent leurs montres avant d'être parachutés en France dans la nuit du 5 au 6 juin 1944 (Opération Tonga).

La synchronisation (du grec συν / sun, « ensemble » et χρόνος / khrónos, « temps ») est l'action de coordonner plusieurs opérations entre elles en fonction du temps.

## Description
Les systèmes dont tous les éléments sont synchronisés sont dits synchrones. Certains systèmes tolèrent d'être approximativement synchronisés (quasi synchrones). Selon les systèmes et la précision qu'ils imposent, différentes sortes de synchronisations sont utilisées (pour certains systèmes, seul l'ordre des événements est important, pour d'autres, le temps écoulé entre deux événements doit être précisément connu).
De nos jours, la synchronisation doit s'effectuer à une échelle mondiale, afin de permettre la localisation par GPS en particulier. 

## Télécommunication
Les télécommunications, l'électronique et le traitement du signal font intervenir différentes synchronisations :
- Synchronisation d'horloges, permet aux appareils de se synchroniser entre eux, comme genlock utilisé en audiovisuel (Synchronisation audio vidéo) ;
- Synchronisation GPS, permet aux récepteurs de se synchroniser avec les satellites grâce aux horloges atomiques embarquées sur les satellites ;
- Synchronisation de phase, permet à au moins deux événements cycliques de se réaliser avec une même période et simultanément.

## Informatique
- Synchronisation de tâches, dans les systèmes multitâches coordonne le travail simultané de plusieurs processus ;
- Synchronisation des acquisitions, en informatique industrielle, vise à permettre de recaler entre elles des mesures effectuées simultanément mais sur des systèmes d'acquisition distincts, notamment hétérogènes ;
- Synchronisation de fichiers a comme objectif de s'assurer que deux endroits ou plus contiennent exactement la même information ;
- Synchronisation audio-vidéo a comme objectif de s'assurer que les périphériques (MIDI, VST System Link) ou les logiciels se synchronisent entre eux (COM, ReWire).

## Électricité
- Synchronisation d'un alternateur, lors de son couplage sur le réseau électrique ;
- Synchronisation d'un transformateur, monophasé ou triphasé lors de son couplage sur le réseau électrique ;
- Synchronisation d'une machine synchrone, lors de son couplage sur le réseau électrique.